# Waltraud
Waltraud je ženské křestní jméno germánského původu. Pochází ze starogermánštiny a má význam silný vládce, ale je též přeloženo jako božské rozhodnutí, silná na bojišti či prostě silná, doslovně kteří byli zabiti na bojišti a trull, trûwen "víra, naděje, důvěra", úzce souvisí s loajalitou. Svátek slaví 9. dubna.

## Domácké podoby
Wali, Wal, Walli, Trudy, Waldi, Waldl

## V jiných jazycích
- Waltrud, Waudru, Waldtraut (v němčině)
- Traudl, Traudi, Traute (v bavorštině)
- Waudru (francouzsky)
- Wal(de)trudis (latinsky)
- Thraude (anglicky)
- Waldedrudis - starogermánsky

## Známé nositelky

### Waltraud
- Svatá Waltraud z Monsu (zemřela 688), franská katolická světice
- Waltraud Braun, německá dermatoložka
- Waltraud Haas, rakouská herečka a zpěvačka
- Waltraud Klasnic, rozená Tschiltsch, bývalá rakouská politička
- Waltraud Lehn, německá politička
- Waltraud Anna Mitgutsch, rakouská spisovatelka
- Waltraud Neuwirth, rakouská historička umění
- Waltraud Nowarra, německá šachistka
- Waltraud Wende, německá germanistka, kulturní a mediální vědkyně

### Waltraut
- Waltraut Bleiber, německá historička
- Waltraut Cooper, rakouská umělkyně
- Waltraut Kramm, německá herečka
- Waltraut Kruse, německá psychoterapeutka a komunální politička
- Waltraut Seitter, německá astronomka
- Waltrud Viehböck, německo-rakouská farmaceutka a sochařka
- Waldtraut Schrickel, německá prehistorička

### Traudl
- Traudl Junge, osobní sekretářka Adolfa Hitlera